# بيسي حيد
بيسي إميليا عمري حيد (بالإنجليزية: Bessie Emery Head)، المعروفة باسم بيسي حيد (6 يوليو 1937 - 17 أبريل 1986)، على الرغم من ولادتها في جنوب أفريقيا، عادة ما تعتبر أكثر كتاب بوتسوانا تأثيرا. وهي كاتبة روايات، قصص خيالية قصيرة وسير ذاتية.

## حياتها
ولدت بيسي في بيترماريتزبرغ، جنوب أفريقيا، كانت طفلة لامرأة بيضاء غنية من جنوب أفريقيا وخادم أسود البشرة عندما كانت العلاقات العرقية غير قانونية في جنوب أفريقيا. وتم الإدعاء أن والدتها مريضة عقليا ليتمكنوا من إرسالها إلى مكان هادئ لتلد بيسي بدون علم الجيران. نظرا لظروف التنازع، وبعض تعليقات بيسي، بالرغم من ذكرها صراحة في السيرة الذاتية، هي في الحقيقة إعدادات من الخيال. بعد انتحار والدتها، تربت بيسي من قبل آباء بالتبني وأخيرا مهمة دار أيتام.
تأهلت بيسي كمعلمة في يناير 1957، وقامت بالتدريس في مدرسة بكليروود من ضواحي دوربان، ثم بين 1958 و 1960 تم توظيفها كصحفية من قبل ذا جولدن بوست ومجلة درام، وانضمت لحزب المؤتمر الأفريقي عام 1960 . وفي 1 سبتمبر 1961 تزوجت بيسي من هارولد.
في 1964، تخلت عن حياتها في جنوب أفريقيا، وانتقلت مع ابنها الصغير إلى بوتسوانا (ثم استمرت محمية بيشوانالاند). طالبي اللجوء، بعد أن شاركت في السياسة الأفريقية. الأمر الذي أخذ 15 عاما لتحصل بيسي على المواطنة. استقرت بيسي في سيرو، أكبر «قرى» بوتسوانا (بمعنى المستوطنات التقليدية في المقابل لمدن المستوطنين). سيرو كانت مشهورة بأهميتها التاريخية، كعاصمة لشعب بمانجواتو، ولمدرسة سوانينج التجريبية باتريك فان. رئيس بمانجواتو المعزول، وسيريتسي خاما، الذي سريعا ما أصبح أول رئيس لبوتسوانا المستقلة.
موتها المبكر في سيرو عام 1986 (عن عمر 48 عام) نتيجة إلتهاب الكبد جاء ذلك في بداية معرفتها ككاتبة ونهاية فقرها الشديد.

## كتابتها
معظم أعمال بيسي حيد المهمة صدرت في سيرو، وخاصة الثلاث روايات عندما تتجمع سحب المطر (1968)، مارو (1971)، وسؤال القوة (1973). واحدة من أفضل أعمالها عندما تتجمع سحب المطر، والتي تحكي عن شاب مضطرب اسمه ماخايا الذي هرب من مكان نشأته في جنوب أفريقيا، ليصبح لاجئا في قرية صغيرة تُسمى جوليما مميدي، في قلب بوتسوانا. حيث يواجه العديد من التحديات، واحدة منها هي حقيقة أن الرئيس شيف ماتينجي لا يسمح بوجود ماخايا في القرية. ويلتقي برجل أبيض اسمه جيلبرت ويبدأ رحلة جديدة كاملة إلى المجهول.
كما نشرت بيسي عدد من القصص القصيرة، بما في ذلك مجموعة جامع الكنوز (1977). ونشرت كتاب عن تاريخ سيرو، القرية التي استقرت فيها، تُسمى سيرو: قرية الرياح والمطر. رواياتها الأخيرة، سحر مفترق الطرق (1984) وهي رواية تاريخية، عن بوتسوانا في القرن 19 . وبيسي أيضا قصة عن اثنين من الأنبياء، أحدهما غني والأخر عاش فقيرا تُسمى القصة «يعقوب: الإيمان شفاء كاهن».
قصص بيسي تُركز على الحياة اليومية للأشخاص العاديين ودورهم في صراعات أفريقية السياسية الكبرى.
الأفكار الدينية تتميز بشكل بارز في بعض الأحيان، كما في أحد أعمالها سؤال القوة. ومثير للاهتمام ملاحظة أن بيسي كانت في البداية نشأت كمسيحية: مع ذلك، فقد تأثرت لاحقا بالهندوسية (التي كانت تمارس من الجالية الهندية بجنوب أفريقيين).
معظم أعمالها صدرت عندما كانت بيسي في المنفى في بوتسوانا. باستثناء رواية الكرادلة (نُشرت بعد وفاتها)، وكتبت قبل أن تغادر جنوب أفريقيا.
بطريقة ما تعتبر بيسي حيد كشخص غريب عن موطنها الأصلي، ويمكن أن نرى أن بيسي كان لديها علاقة حب وكراهية لموطنها الأصلي. وفي بعض الأحيان عانت من مشاكل صحة عقلية وفي أحمد المناسبات وضعت ملاحظة عامة غريبة وصادمة عن الرئيس سير سيرتس خاما، كانت سبب احتجازها لفترة في مستشفى لوباتس للأمراض العقلية. وتستند رواية سؤال القوة على تلك التجربة.

## الجوائز والأوسمة
عام 2013 حصلت على جائزة الجنوب أفريقية أيخامانجا الذهبية وذلك «لمساهماتها الاستثنائية في الأدب والنضال من أجل التغيير الاجتماعي، الحرية والسلام».

## ميراثها
في 2007 تأسس صندوق بيسي حيد للتراث، بجانب جائزة بيسي حيد الأدبية. في 12 يوليو 2007 تم تبديل اسم مكتبة بيترماريتزربرغ إلى اسم بيسي حيد تكريما لها.
أوراق بيسي حيد مخزنة في متحف خاما الثالث التذكاري في سيرو.

## فهرس
- عندما تتجمع سحب المطر - لندن: جولانوز، 1968 . نيويورك: سيمون وشوستر، 1969 . هاينمان، 1987 . تعليم ماكميلا.
- مارو - لندن: جولانوز، 1968 . نيويورك: ماكول، 1971 . هاينمان سلسة كُتاب أفريقيا (101)، 1972 : 1987 .
- سؤال القوة - لندن: ديفيس - بوينتر، 1973 . نيويورك: بانثيون، 1974 . هاينمان (AWS 149) ظظن 1974، 1986 . البطريق المعاصر الكلاسيكية، كتبت مقدمتها مارجريت بوسبي، 2012، 2002 : البطريق الأفريقي، 2012 .
- جامع الكنوز وقصص قرية بوتسوانا - لندن هاينمان، 1977 .كيب تاون: ديفيد فيليب، 1977 .
- سحر مفترق الطرق: الملحمة الأفريقية - جوهانسبرغ: اد دونكر، 1984 .
- حكايات الحنان والقوة، تحرير. جيليان ستيد إلريسن - جوهانسبرغ: اد دونكر، 1989 . أكسفورد: هاينمان، 1990 .
- امرأة وحيدة: كتابات سيرة ذاتية، تحرير. كريج ماكينزي - أكسفورد: هاينمان، 1990 .
- لفتة من الانتماء: رسائل من بيسي حيد، 1965 - 1979، تحرير. راندولف فيجن - لندن: كُتاب جنوب أفريقيا. بورتسموث، نيو هامبشير: هاينمان، 1990 . جونسبرغ: جامعة يتس للصحافة، 1991 .
- الكرادلة . تأملات وقصص قصيرة، تحرير مارجريت ج.دايموند - كيب تاون: ديفيد فيليب، 1993 . هاينمان، 1996 .
- خيال مخطئ: خطابات بين بيسي حيد، باتريك وويندي كولينان، مع مذكرات شخصية - جوهانسبرغ: جامعة يتس للصحافة: ترينتون، نيو جيرسي: أفريقيا الصحافة العالمية، 2005 .
- عندما تتجمع سحب المطر ومارو، مقدمة هيلين أوييمي - لندن: فيرجو، 2010 .

## روابط خارجية
- بيسي حيد على موقع الموسوعة البريطانية (الإنجليزية)
- بيسي حيد على موقع إن إن دي بي (الإنجليزية)